# Ричвуд (Луизијана)
Ричвуд (енгл. Richwood) град је у америчкој савезној држави Луизијана.

## Демографија
По попису из 2010. године број становника је 3.392, што је 1.277 (60,4%) становника више него 2000. године.
| Група             | 2000.         | 2010.         |
| Белци             | 223 (10,5%)   | 585 (17,2%)   |
| Афроамериканци    | 1.866 (88,2%) | 2.760 (81,4%) |
| Азијати           | 12 (0,6%)     | 5 (0,1%)      |
| Хиспаноамериканци | 17 (0,8%)     | 48 (1,4%)     |
| Укупно            | 2.115         | 3.392         |